# Jerzy Talkowski
Jerzy Talkowski (ur. 28 września 1934 w Sosnowcu, zm. w marcu 2024) – polski ekonomista, samorządowiec, trzykrotnie prezydent Dąbrowy Górniczej.

## Życiorys
Absolwent I Liceum Ogólnokształcącego im. Waleriana Łukasińskiego w Dąbrowie Górniczej. Ukończył w 1956 studia z zakresu ekonomiki przemysłu na Akademii Ekonomicznej w Katowicach.
Od 1956 do 1981 pracował w przemyśle hutniczym, był kierownikiem sekcji organizacji pracy w Hucie Ferrum, a następnie kierownikiem działu w Hucie Bankowej. W okresie 1973–1980 pełnił funkcję wiceprzewodniczącego i później w 1981 przewodniczącego rady miejskiej w Dąbrowie Górniczej.
Od 1982 do 1983 sprawował urząd prezydenta tego miasta. Później do 1990 był dyrektorem naczelnym Zakładów Naprawczych Sprzętu Medycznego w Bytomiu. W latach 1990–1991 ponownie zajmował stanowisko prezydenta Dąbrowy Górniczej. Przez ponad trzydzieści lat był nauczycielem w szkołach średnich. Mandat radnego sprawował do 2002.
W pierwszych bezpośrednich wyborach w tym samym roku ponownie został prezydentem Dąbrowy Górniczej, pokonując w drugiej turze ubiegającego się o reelekcję kandydata SLD. Cztery lata później z wynikiem 21,73% przegrał w pierwszej turze. Uzyskał jednocześnie w tych wyborach mandat radnego, przystępując do klubu radnych „Porozumienie PO, UPR, Nasza Dąbrowa”.
Odznaczony m.in. Złotym Krzyżem Zasługi, Krzyżem Kawalerskim Orderu Odrodzenia Polski, Medalem Komisji Edukacji Narodowej. Członek NOT i Polskiego Towarzystwa Ekonomicznego, zasiadał we władzach tych organizacji.